# Ricky van Wolfswinkel
Ricky van Wolfswinkel, né le 27 janvier 1989 à Woudenberg (Pays-Bas), est un footballeur international néerlandais qui évolue au poste d'attaquant au FC Twente en Eredivisie.

## Biographie

### Débuts au Vitesse Arnhem (1999-2009)
Ricky van Wolfswinkel commence le football au VV Woudenberg, club de sa ville natale, où son père Arno van Wolfswinkel est entraîneur. Repéré par le Vitesse Arnhem, il rejoint en 1999, à l'âge de 10 ans, l'académie de football de Vitesse/AGOVV (fusion des associations juniors de Vitesse Arnhem et de l'AGOVV Apeldoorn).
Il s'y distingue en terminant deux années de suite meilleur buteur de l'Eredivisie A-Juniors (en 2006-2007, 18 buts et 2007-2008, 26 buts) et acquiert le surnom de HatRicky en raison des nombreux triplés qu'il y inscrit. Le 11 août 2007, il se voit remettre des mains de Wesley Sneijder le prix du meilleur joueur de moins de 19 ans, décerné par la KNVB,. Ces performances lui ouvrent les portes de l'équipe première de Vitesse. Le 25 avril 2008, il effectue à 19 ans sa première apparition en Eredivisie, en entrant en jeu contre le Sparta Rotterdam.
La saison suivante est celle de la révélation pour Ricky van Wolfswinkel. Convaincant lors de la pré-saison, il est titulaire dès l'entame du championnat contre De Graafschap. Il marque son premier but en professionnel dès la troisième journée, de nouveau contre le Sparta Rotterdam. Il achève cette saison avec 8 buts pour 32 apparitions.

### FC Utrecht (2009-2011)

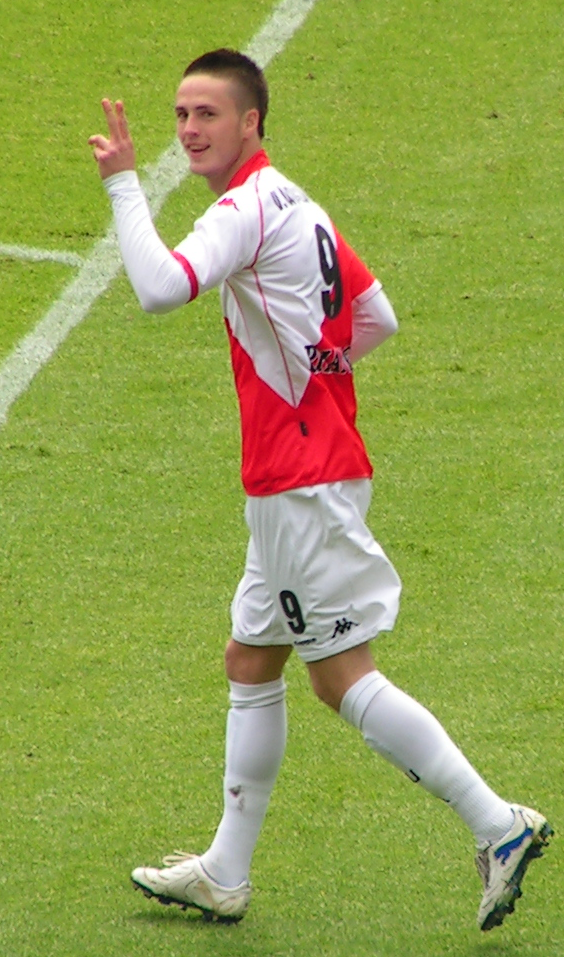
Van Wolfswinkel sous les couleurs du FC Utrecht

Le 29 mai 2009, il annonce son départ de Vitesse et signe un contrat de trois ans avec le FC Utrecht contre 2,8 millions d'euros. Avec 7 buts en 31 matchs, il réalise une saison équivalente à la précédente en championnat, qui voit Utrecht se qualifier pour le playoff européen. Auteur de quatre buts et d'une passe décisive sur les quatre matchs du playoff, il est un artisan majeur de la qualification d'Utrecht en Ligue Europa.
Il entame la saison 2010-2011 sur un rythme élevé, en marquant un but contre Feyenoord, puis deux doublés contre le NAC Breda et Willem II lors des trois premières journées du championnat. Le match suivant, le 26 août 2010, Utrecht reçoit le Celtic Glasgow en barrage de la Ligue Europa, après s'être incliné 2-0 au match aller. Van Wolfswinkel inscrit un triplé en 46 minutes, offrant à Utrecht une victoire large (4-0) et la qualification. En poule de Ligue Europa, il se distingue par un doublé contre Naples, le 2 décembre 2010. Il termine la saison d'Eredivisie à 15 buts.

### Sporting CP (2011-2013)
Ses bonnes performances aux Pays-Bas éveillent l'intérêt de l'Ajax d'Amsterdam et du PSV Eindhoven, mais aussi de grands clubs anglais comme Arsenal ou Liverpool. C'est finalement en faveur du Sporting Portugal qu'il signe le 3 juin 2011, pour une durée de 5 ans. Le montant du transfert est estimé à 5,4 millions d'euros. Ricky van Wolfswinkel se fait rapidement un nom à Alvalade en marquant à neuf reprises lors d'une série de 10 victoires consécutives à l'automne 2011. Il inscrit notamment une talonnade contre la Lazio Rome en Ligue Europa.
La suite de sa saison est plus inconstante, mais il inscrit néanmoins des buts importants. Il marque lors de déplacements européens compliqués sur les pelouses de Manchester City et du Metalist Kharkov, ou encore l'unique but de la rencontre dans le Derby de Lisbonne, contre Benfica. Le 12 mai 2012, contre le SC Braga, il inscrit son premier triplé sous les couleurs du Sporting. Cela lui permet de réaliser sa saison la plus prolifique en buts, toutes compétitions confondues (25 buts, contre 23 la saison précédente avec Utrecht). Il termine 4e meilleur buteur du championnat.
Ses prestations avec le Sporting attirent de nouveau l'œil des plus grands clubs européens. Sont avancés entre autres les noms de Manchester United, Chelsea, Liverpool, la Lazio Rome, le Zenit Saint-Pétersbourg ou l'Inter Milan. Le 28 août 2012, le quotidien sportif A Bola indique que le CSKA Moscou aurait proposé 18 millions d'euros pour s'attacher ses services. Ricky van Wolfswinkel reste cependant au Sporting. Malgré une première partie de saison en demi-teinte, il marque 20 buts toutes compétitions confondues. Le 27 janvier 2013, il inscrit l'un des plus beaux buts du championnat, d'une talonnade contre le Vitória Sport Clube, à l'Estádio José Alvalade XXI.
En proie à des problèmes financiers, le Sporting décide de le transférer. Le 21 mars 2013, il signe au Norwich City Football Club pour un montant de 10M€ et 4 ans de contrat. Il restera au Sporting jusqu'à la fin de la saison en cours.

### Norwich City FC (2013-2014)
Il rejoint Norwich à l'été 2013 pour préparer la saison 2013-2014. Le 26 octobre 2013, il inscrit son premier but en Championnat anglais lors du premier match de la saison contre Everton. Il s'agit du premier et dernier but de van Wolfswinkel durant la saison 2013-2014. Il ne parvient pas à s'adapter, ni à sa nouvelle équipe, ni au championnat Anglais. Norwich sera relégué à la fin de la saison, avec seulement 33 points.

#### Prêt à l'AS-Saint-Étienne (2014-2015)

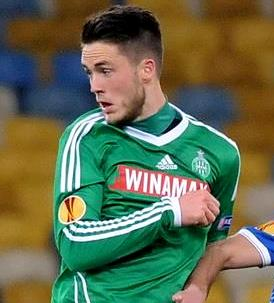
Ricky van Wolfswinkel avec l'AS Saint-Étienne, face aux Ukrainiens du FK Dnipro (Ligue Europa)

Le 5 août 2014, il est prêté à l'AS Saint-Étienne avec une option d'achat de 6 millions d'euros.
Dans la continuité de sa saison précédente, les débuts de Ricky van Wolfswinkel à l'AS Saint-Etienne sont compliqués. En déficit de confiance, il compose de plus avec une préparation d'avant saison tronquée par une blessure et une sphère personnelle bouleversée par l'arrivée d'un premier enfant. Malgré tout, le 21 septembre 2014, il entre en jeu face au RC Lens et offre le but de la victoire à son coéquipier Fabien Lemoine. Quatre jours plus tard, il profite de sa deuxième titularisation pour inscrire son premier but sous ses nouvelles couleurs, face aux Girondins de Bordeaux, à Geoffroy-Guichard.
Il tarde néanmoins à confirmer cette embellie, ne trouvant plus le chemin des filets pendant près de deux mois. L'AS Saint-Étienne traverse une crise d'efficacité offensive et, en dépit de circonstances atténuantes, l'attaquant néerlandais cristallise les interrogations, y compris chez les dirigeants du club. A la faveur d'une blessure de l'attaquant Mevlüt Erding et grâce à la confiance que lui accorde Christophe Galtier, il enchaîne cependant les titularisations. Le 9 novembre 2014, sa persévérance est récompensée par un but égalisateur contre l'AS Monaco. En meilleure forme physique et bien intégré dans le collectif stéphanois, il finit par répondre aux attentes en marquant quatre nouveaux buts jusqu'à la trêve. Il marque notamment en Ligue Europa contre le FK Qarabağ Ağdam et en championnat dans le Derby contre Lyon, le 30 novembre 2014, au stade Geoffroy-Guichard.

#### Prêt au Betis Séville (2015-2016)
Le 31 août 2015, il est prêté pour un an au Betis Séville. 
Barré par Rubén Castro, cannonier et titulaire indiscutable de l'attaque andalouse, Van Wolfswinkel se retrouve très vite sur le banc. Néanmoins, ses apparitions en championnat sont jugées bonnes et il délivre deux passes malgré très peu de titularisations. En avril 2016, le Néerlandais débloque son compteur en Liga en marquant un but crucial, assurant le maintien pour le Bétis,.

### Retour au Vitesse Arnhem (2016-2017)
Le 28 juillet 2016, Van Wolfswinkel revient dans le club de ses débuts du Vitesse Arnhem.
Van Wolfswinkel marque pour ses retrouvailles le 6 août 2016 en ouvrant le score pour une victoire contre Willem II. L'international néerlandais enchaînes les bonnes performances et les buts. Après deux saisons creuses, il semble retrouver le niveau qui était le sien durant son passage au Sporting. Le 8 avril 2017, Van Wolfswinkel réalise un triplé en championnat face au Sportclub Heerenveen. Le 30 avril, il offre la première Coupe des Pays Bas en marquant les deux buts de la rencontre contre le AZ Alkmaar. Van Wolfswinkel clôt cette saison avec vingt buts en Eredivisie, preuve de sa confiance retrouvée.

### FC Bâle (2017-2021)
Ricky Van Wolfswinkel signe le 14 juin 2017 un contrat de trois ans en faveur de l'actuel octuple champion de Suisse consécutif le FC Bâle. En août 2019, lors d'un match contre le LASK Linz en troisième tour de la Ligue des Champions, il est touché par une blessure à la tête. Après examens médicaux, on lui découvre un anévrisme cérébral, néanmoins on ne sait pas si c'est lié avec le choc dont il a été victime lors du match. Selon son club, sa convalescence durera entre six mois et un an.

### FC Twente (depuis 2021)
Il fait son grand retour dans son pays natal. Il débarque chez Twente qui lui offre un bail de 2 ans. Il est désormais lié au club jusqu’en 2024.

### Carrière internationale
En sélection, Van Wolfswinkel connait différentes catégories de jeunes, jusqu'à la sélection espoirs des Pays-Bas. Il y inscrit un triplé contre la Pologne U21, le 13 octobre 2009. Il rejoint également à quelques reprises une sélection B des Pays-Bas, avec qui il marque le 27 mars 2009, contre l'Allemagne U21.
Convoqué par le sélectionneur Bert van Marwijk, il connait sa première cape avec les A en étant titularisé le 11 août 2010, face à l'Ukraine. Il ne retrouve plus la sélection jusqu'en septembre 2013 où Louis van Gaal l'intègre dans le groupe, sans qu'il n'entre en jeu. De nouveau convoqué en juin de la même année, il est titulaire le 7 juin 2013 contre l'Indonésie pour sa deuxième sélection. La dernière à ce jour.

## Style de jeu
Dès sa formation aux Pays-Bas, Ricky van Wolfswinkel démontre des qualités techniques lui permettant d'évoluer au poste de milieu offensif. Mais c'est en tant qu'attaquant de pointe qu'il s'impose en professionnel, dans un rôle de renard des surfaces.
Intelligent dans ses déplacements, notamment dans sa prise de la profondeur, sa qualité principale est de se montrer très présent dans la surface adverse. Favorisant le tir placé au tir en force, son toucher de balle lui permet d'inscrire quelques superbes buts.
Mesurant 185 cm, il est doté d'un bon jeu de tête en déviation. En revanche, son poids de 75 kg le met en difficulté dans les duels et son jeu dos au but est essentiellement basé sur une conservation technique. Ce déficit de puissance physique est l'une des raisons pouvant expliquer son échec dans le championnat anglais.
Dans les colonnes du quotidien Le Progrès du 17 novembre 2014, il se décrit comme tel : "Je n'ai jamais eu la puissance physique des très grands buteurs. Je compense par la technique, la mobilité, le sens du collectif."
Lorsqu'il rejoint l'AS Saint-Étienne pour remplacer l'attaquant brésilien Brandão - loué pour sa qualité dans les duels et critiqué sur le plan technique - Christophe Galtier écarte ainsi toute similitude entre les deux attaquants.

## Vie privée
Neveu d'Erik Willaarts, meilleur buteur d'Eredivisie en 1987 et 1990, Ricky van Wolfswinkel est en couple avec Bianca Neeskens, fille de l’ex-légende du football néerlandais Johan Neeskens. En septembre 2014, ils sont parents d'un petit garçon.

## Statistiques

### Statistiques détaillées
| Saison                | Club                    | Championnat           | Championnat | Championnat | Championnat | Coupe nationale | Coupe nationale | Coupe nationale | Coupe de la Ligue | Coupe de la Ligue | Coupe de la Ligue | Compétition(s) continentale(s) | Compétition(s) continentale(s) | Compétition(s) continentale(s) | Compétition(s) continentale(s) | Plays-off | Plays-off | Plays-off | Pays-Bas | Pays-Bas | Pays-Bas | Total | Total | Total |
| Saison                | Club                    | Division              | M.          | B.          | P.d.        | M.              | B.              | P.d.            | M.                | B.                | P.d.              | Comp.                          | M.                             | B.                             | P.d.                           | M.        | B.        | P.d.      | M.       | B.       | P.d.     | M.    | B.    | P.d.  |
| 2007-2008             | Vitesse Arnhem          | Eredivisie            | 1           | 0           | 0           | -               | -               | -               | -                 | -                 | -                 | -                              | -                              | -                              | -                              | -         | -         | -         | -        | -        | -        | 1     | 0     | 0     |
| 2008-2009             | Vitesse Arnhem          | Eredivisie            | 32          | 8           | 1           | 2               | 0               | 0               | -                 | -                 | -                 | -                              | -                              | -                              | -                              | -         | -         | -         | -        | -        | -        | 34    | 8     | 1     |
| Sous-total            | Sous-total              | Sous-total            | 33          | 8           | 1           | 2               | 0               | 0               | -                 | -                 | -                 | -                              | -                              | -                              | -                              | -         | -         | -         | -        | -        | -        | 35    | 8     | 1     |
| 2009-2010             | FC Utrecht              | Eredivisie            | 31          | 7           | 3           | 1               | 1               | 0               | -                 | -                 | -                 | -                              | -                              | -                              | -                              | 4         | 4         | 1         | -        | -        | -        | 36    | 12    | 4     |
| 2010-2011             | FC Utrecht              | Eredivisie            | 29          | 15          | 4           | 3               | 0               | 1               | -                 | -                 | -                 | C3                             | 12                             | 8                              | 0                              | -         | -         | -         | 1        | 0        | 0        | 45    | 23    | 5     |
| Sous-total            | Sous-total              | Sous-total            | 60          | 22          | 7           | 4               | 1               | 1               | -                 | -                 | -                 | -                              | 12                             | 8                              | 0                              | 4         | 4         | 1         | 1        | 0        | 0        | 81    | 35    | 9     |
| 2011-2012             | Sporting Portugal       | Primeira Liga         | 25          | 14          | 1           | 7               | 5               | 2               | 2                 | 0                 | 0                 | C3                             | 13                             | 6                              | 0                              | -         | -         | -         | -        | -        | -        | 47    | 25    | 3     |
| 2012-2013             | Sporting Portugal       | Primeira Liga         | 30          | 14          | 2           | 1               | 1               | 0               | 3                 | 2                 | 0                 | C3                             | 7                              | 3                              | 0                              | -         | -         | -         | 1        | 0        | 0        | 42    | 20    | 2     |
| Sous-total            | Sous-total              | Sous-total            | 55          | 28          | 3           | 8               | 6               | 2               | 5                 | 2                 | 0                 | -                              | 20                             | 9                              | 0                              | -         | -         | -         | 1        | 0        | 0        | 89    | 45    | 5     |
| 2013-2014             | Norwich City            | Premier League        | 25          | 1           | 1           | 2               | 0               | 0               | -                 | -                 | -                 | -                              | -                              | -                              | -                              | -         | -         | -         | -        | -        | -        | 27    | 1     | 1     |
| 2015-2016             | Norwich City            | Premier League        | -           | -           | -           | -               | -               | -               | 1                 | 1                 | 0                 | -                              | -                              | -                              | -                              | -         | -         | -         | -        | -        | -        | 1     | 1     | 0     |
| Sous-total            | Sous-total              | Sous-total            | 25          | 1           | 1           | 2               | 0               | 0               | 1                 | 1                 | 0                 | -                              | -                              | -                              | -                              | -         | -         | -         | -        | -        | -        | 28    | 2     | 1     |
| 2014-2015             | AS Saint-Étienne (prêt) | Ligue 1               | 28          | 5           | 3           | 4               | 3               | 0               | 2                 | 0                 | 0                 | C3                             | 6                              | 1                              | 0                              | -         | -         | -         | -        | -        | -        | 40    | 9     | 3     |
| Sous-total            | Sous-total              | Sous-total            | 28          | 5           | 3           | 4               | 3               | 0               | 2                 | 0                 | 0                 | -                              | 6                              | 1                              | 0                              | -         | -         | -         | -        | -        | -        | 40    | 9     | 3     |
| 2015-2016             | Betis Séville (prêt)    | Liga                  | 16          | 1           | 2           | 3               | 2               | 0               | -                 | -                 | -                 | -                              | -                              | -                              | -                              | -         | -         | -         | -        | -        | -        | 19    | 3     | 2     |
| Sous-total            | Sous-total              | Sous-total            | 16          | 1           | 2           | 3               | 2               | 0               | -                 | -                 | -                 | -                              | -                              | -                              | -                              | -         | -         | -         | -        | -        | -        | 19    | 3     | 2     |
| 2016-2017             | Vitesse Arnhem          | Eredivisie            | 32          | 20          | 5           | 5               | 3               | 2               | -                 | -                 | -                 | -                              | -                              | -                              | -                              | -         | -         | -         | -        | -        | -        | 37    | 23    | 7     |
| Sous-total            | Sous-total              | Sous-total            | 32          | 20          | 5           | 5               | 3               | 2               | -                 | -                 | -                 | -                              | -                              | -                              | -                              | -         | -         | -         | -        | -        | -        | 37    | 23    | 7     |
| 2017-2018             | FC Bâle                 | Super League          | 21          | 11          | 1           | 2               | 0               | 0               | -                 | -                 | -                 | C1                             | 3                              | 1                              | 0                              | -         | -         | -         | -        | -        | -        | 26    | 12    | 1     |
| 2018-2019             | FC Bâle                 | Super League          | 32          | 13          | 6           | 5               | 1               | 2               | -                 | -                 | -                 | C1+C3                          | 1+4                            | 0+3                            | 0                              | -         | -         | -         | -        | -        | -        | 42    | 17    | 8     |
| 2019-2020             | FC Bâle                 | Super League          | 10          | 2           | 1           | 3               | 2               | 1               | -                 | -                 | -                 | C1+C3                          | 3+2                            | 1+1                            | 0                              | -         | -         | -         | -        | -        | -        | 18    | 6     | 2     |
| 2020-2021             | FC Bâle                 | Super League          | 25          | 2           | 1           | 1               | 0               | 0               | -                 | -                 | -                 | C3                             | 3                              | 0                              | 0                              | -         | -         | -         | -        | -        | -        | 29    | 2     | 1     |
| Sous-total            | Sous-total              | Sous-total            | 88          | 28          | 9           | 11              | 3               | 3               | -                 | -                 | -                 | -                              | 16                             | 6                              | 0                              | -         | -         | -         | -        | -        | -        | 115   | 37    | 12    |
| 2021-2022             | FC Twente               | Eredivisie            | 32          | 16          | 8           | 3               | 1               | 0               | -                 | -                 | -                 | -                              | -                              | -                              | -                              | -         | -         | -         | -        | -        | -        | 35    | 17    | 8     |
| 2022-2023             | FC Twente               | Eredivisie            | 34          | 9           | 6           | -               | -               | -               | -                 | -                 | -                 | C3                             | 4                              | 0                              | 1                              | -         | -         | -         | -        | -        | -        | 38    | 9     | 7     |
| Sous-total            | Sous-total              | Sous-total            | 66          | 25          | 14          | 3               | 1               | 0               | -                 | -                 | -                 | -                              | 4                              | 0                              | 1                              | -         | -         | -         | -        | -        | -        | 73    | 26    | 15    |
| Total sur la carrière | Total sur la carrière   | Total sur la carrière | 374         | 130         | 40          | 42              | 19              | 8               | 8                 | 3                 | 0                 | -                              | 58                             | 24                             | 1                              | 4         | 4         | 1         | 2        | 0        | 0        | 488   | 180   | 50    |

### Matchs internationaux
| Matchs internationaux de Ricky van Wolfswinkel | Matchs internationaux de Ricky van Wolfswinkel | Matchs internationaux de Ricky van Wolfswinkel | Matchs internationaux de Ricky van Wolfswinkel | Matchs internationaux de Ricky van Wolfswinkel | Matchs internationaux de Ricky van Wolfswinkel | Matchs internationaux de Ricky van Wolfswinkel |
|                                                | Date                                           | Stade, ville, pays                             | Adversaire                                     | Résultat                                       | Compétition                                    | Temps de jeu                                   |
| ---------------------------------------------- | ---------------------------------------------- | ---------------------------------------------- | ---------------------------------------------- | ---------------------------------------------- | ---------------------------------------------- | ---------------------------------------------- |
| 1.                                             | 11 août 2010                                   | Donbass Arena, Donetsk, Ukraine                | Ukraine                                        | 1-1                                            | Match amical                                   | 70e (Titulaire)                                |
| 2.                                             | 7 juin 2013                                    | Stade Gelora Bung Karno, Jakarta, Indonésie    | Indonésie                                      | 0-3                                            | Match amical                                   | 45e (Titulaire)                                |

## Palmarès

### Palmarès en club
- Vainqueur de la Coupe des Pays-Bas 2017

### Distinctions personnelles
- Liga ZON Sagres
  - Joueur du mois : septembre 2011
  - 4e meilleur buteur en 2011-2012 (14 buts) et 2012-2013 (14 buts).
- Coupe du Portugal
  - Meilleur buteur en 2011-2012 (5 buts)
- Eredivisie A-Juniors (U19)
  - Meilleur joueur : 2006-2007
  - Meilleur buteur : 2006-2007 (18 buts) et 2007-2008 (26 buts)